# Marianne Merchezová
Marianne Merchezová (25. října 1960) je belgická lékařka na Université catholique de Louvain a bývalá astronautka Evropské kosmické agentury. Je certifikována v leteckém lékařství a průmyslové medicíně. Rovněž je profesionální pilotkou (dříve pilotovala Boeing 737). Působí rovněž jako konzultantka v oblasti mezilidských vztahů a komunikace.
V roce 1992 byla vybrána do oddílu Astronautů ESA. Odešla však poměrně brzy, již v roce 1994 bez letu do vesmíru.
Jejím manželem je bývalý italský astronaut Maurizio Cheli.